# 謝姆西帕夏
謝姆西·帕夏（鄂圖曼土耳其語：‎; 死了1580年3月5日) 是一位傑出的奧斯曼貴族和貝勒貝伊、曾擔任多個高級職位、曾在不同時期擔任奧斯曼大馬士革、安納托利亞和魯米利亞等省的總督。

## 祖先
出生於博盧、 在奧斯曼帝國的安納托利亞省、謝姆西帕夏是坎達羅古拉里王子王朝米爾扎·穆罕默德帕夏的兒子 (Candaroğulları) 他是埃夫拉尼、卡斯塔莫努和錫諾普公國的成員。
他的母親是奧斯曼帝國王朝的沙尼薩蘇丹、是奧斯曼蘇丹巴耶濟德二世之子謝扎德·阿卜杜拉的長女。

## 生活
謝姆西帕夏在當時的皇家住所託普卡帕宮長大、就讀於著名的奧斯曼恩德倫學校、 並秉承家族傳統、參加了奧斯曼帝國的各種軍事行動、特別是1566年與蘇萊曼大帝一起擔任魯米利亞總督的西蓋特堡圍攻戰、 除了征服歐洲的幾個要塞之外。 蘇萊曼一世統治期間、謝姆西帕夏擔任總督。
謝姆西帕夏是一位廣為人知的傑出獵人、被任命為蘇丹穆拉德三世的狩獵夥伴。
服役結束後、他委託傑出的奧斯曼帝國建築師米馬爾·希南 (Mimar Sinan) 在他的主要所在地——君士坦丁堡博斯普魯斯海峽海岸線的謝姆西帕夏宮 (Şemsi Pasha Palace) 旁邊建造一座清真寺和毗鄰的建築群。 謝姆西帕夏清真寺是 (Mimar Sinan) 在該市設計的最小的清真寺之一、但由於其微型尺寸和海濱位置、它也是最著名的清真寺之一。
它被認為是 (Mimar Sinan) 將建築與自然景觀有機融合的技巧的主要例子。

## 後人
埃姆西帕夏有三個孩子、其中一個女兒和兩個兒子：
女兒
- 法魯尼薩·哈頓[1]

兒子們
- 馬哈茂德·帕夏[1]
- 穆斯塔法·貝伊[1]